# امباراپولا
امباراپولا (انگلیسی: Ambarapola) یک منطقهٔ مسکونی در سری‌لانکا است که در استان مرکزی (سری‌لانکا) واقع شده‌است.